# Sofidel
Sofidel es una multinacional italiana productora de papel tisú para uso sanitario y doméstico. El Grupo se fundó en 1966. Es uno de los líderes mundiales del mercado del papel tisú y el segundo productor europeo, por detrás de Essity. La empresa, de capital privado, es propiedad de las familias Stefani y Lazzareschi, tiene filiales en 13 países y más de 6.600 empleados.

## Cronología
En 2010, la capacidad de producción de Sofidel ascendía a 940.000 toneladas, en 2015 la cifra se elevó a 1.050.000 toneladas (1.030.000 toneladas largas; 1.160.000 toneladas cortas) al año.
En 2008, Sofidel se unió al WWF como miembro y fue el primer fabricante italiano y la primera empresa del mundo del sector del tisú. A lo largo de los años, la asociación ha dado lugar a varios proyectos conjuntos de mercadotecnia y comunicación.
En 2015, anunció múltiples inversiones en EE. UU., siendo la primera empresa italiana del sector del tisú en introducirse en el mercado estadounidense.
En 2016, se anunció que el 100% de los productos de tisú Sofidel en Europa Occidental llevarán la etiqueta FSC.
En 2017, Sofidel está presente en 7 estados de Estados Unidos, donde tiene una capacidad de producción de 200 000 toneladas.
En octubre de 2018, se inauguró en Circleville (Ohio) la planta de producción más grande, moderna y sostenible del Grupo.
En 2021 la Junta de Accionistas, nombró el nuevo consejo de administración en el que se incorporan por primera vez consejeros ajenos a las familias Stefani y Lazzareschi: Chiara Mio, Silvio Bianchi Martini, Andrea Munari y Alessandro Solidoro.
En marzo de 2021, Edilio Stefani sucede a su padre, Emi Stefani, en la presidencia de Sofidel.
A finales de marzo de 2023, el Grupo anuncia la adquisición de la marca Hakle y otras marcas. Hakle es una de las marcas alemanas más queridas en el mercado del papel higiénico, producida desde 1928

## Asociación
En 2008 Sofidel se convirtió en socio del programa internacional Climate Savers de WWF. Ese mismo año se adhirió al Pacto Mundial de las Naciones Unidas, apoyando proyectos de sostenibilidad medioambiental. Hasta la fecha, el Grupo mantiene colaboraciones continuas con socios influyentes: además de las institucionales (WWF, Ocean Conservancy, EU-OSHA - Agencia Europea para la Seguridad y la Salud en el Trabajo, UN Global Compact Network Italy), cuenta con importantes sinergias a través de sus marcas y productos.

## Sostenibilidad
El Grupo Sofidel considera la sostenibilidad un factor estratégico de crecimiento y se compromete a reducir los impactos sobre el medio ambiente al tiempo que se esfuerza por crear valor añadido para todas sus partes interesadas. Los objetivos de reducción de emisiones de gases de efecto invernadero de Sofidel hasta 2030 han sido reconocidos por la iniciativa Science Based Targets[ (SBTi) por estar en línea con los niveles necesarios para limitar el calentamiento global muy por debajo de los 2 °C, tal y como exige el Acuerdo de París. Sofidel fue la primera empresa manufacturera italiana, y la primera del mundo en el sector del papel tisú, en unirse al programa Climate Savers de WWF, dirigido a empresas líderes en el frente de la economía baja en carbono. El Grupo hace verificar sus resultados por terceros para garantizar la fiabilidad de los datos difundidos. Además de elaborar el informe integrado, Sofidel ha presentado sus resultados a CDP, Ecovadis y Morningstar Sustainalytics, obteniendo reconocimientos positivos